# Alfreda Benge
Alfreda Benge (ur. 1940 w Austrii) – poetka, malarka, autorka tekstów piosenek, ilustratorka, projektantka okładek płyt.
Jej matka była Polką, góralką z Zakopanego.
26 lipca 1974 r. Alfreda (znana jako Alfie) poślubiła muzyka, kompozytora i wokalistę rockowego Roberta Wyatta.
Po 1974 r. rozpoczęła projektować okładki do płyt swojego męża, jak i innych muzyków, m.in. Freda Fritha (album Gravity).
Jest także autorką tekstów do kompozycji Roberta i innych muzyków.
Zilustrowała także dwie książki dla dzieci autorstwa muzyka (m.in. współpracującego z Wyattem) Ivora Cutlera: Herbert the Chicken i Herbert the Elephant.
Jest najlepszą przyjaciółką wybitnej aktorki brytyjskiej Julie Christie. Jako asystentka montażysty pracowała przy filmie Don’t Look Now w reżyserii Nicolasa Roega. W filmie tym Christie grała główną rolę kobiecą jako żona bohatera granego przez Donalda Sutherlanda.
Głos Alfredy został uwieczniony na kilku albumach Roberta Wyatta. Julia Christie dzięki przyjaźni z Alfredą także została nagrana na albumie zespołu Wyatta Matching Mole Matching Mole's Little Red Record. Pod pseudonimem Ruby Crystal wygłasza mówioną, bardzo słabo słyszalną partię (Matching Mole był zespołem głównie instrumentalnym) w utworze „Nan True’s Hole”. Tekst ma charakter lesbijski. Grupa Hatfield and North wykonywała ten utwór pod anagramowymi tytułami Oh, Len’s Nature lub Ethanol Nurse z powodu problemów, które mieli z wydawcą.
Obie panie zostały także uwiecznione w tytułach dwóch kompozycji Billa MacCormicka; Alfreda (Gloria) w „Gloria Gloom” a Julie (Flora) we „Flora Fridget”.
Alfredzie poświęcony jest prawie cały album Wyatta Rock Bottom.
- Książka

Alfreda Benge i Michel Marchetti MBW – Songs for Robert Wyatt.
znajdują się w niej teksty do albumów Dondestan, Shleep i Cuckooland Roberta Wyatta. Książka została wydana w dwu wersjach – normalnej i luksusowej (45 egzemplarzy).